# Cyornis rubeculoides
Cyornis rubeculoides е вид птица от семейство Muscicapidae.

## Разпространение
Видът е разпространен в Бангладеш, Бутан, Камбоджа, Китай, Индия, Лаос, Малайзия, Мианмар, Непал, Пакистан, Шри Ланка, Тайланд и Виетнам.